# Heróis Fora de Órbita
Galaxy Quest (bra/prt: Heróis Fora de Órbita) é um filme americano de comédia de ação e ficção científica de 1999, dirigido por Dean Parisot e escrito por David Howard e Robert Gordon. Paródia de filmes e séries de ficção científica, especialmente Star Trek e aos seus fãs mais aficionados, conhecidos como trekkies. o filme é estrelado por Tim Allen, Sigourney Weaver, Alan Rickman, Tony Shalhoub, Sam Rockwell, Daryl Mitchell e Missi Pyle. O filme mostra o elenco de uma série de televisão cult extinta chamada Galaxy Quest que são subitamente visitados por alienígenas reais que acreditam que a série seja um documentário preciso e se envolvem em um conflito intergalático muito real.
O filme foi um modesto sucesso de bilheteria e recebeu positivamente elogios dos críticos: ganhou o Prêmio Hugo de melhor apresentação dramática (um prêmio anteriormente ganho pela série original de Star Trek na década de 1960) e o Prêmio Nebula de Melhor Roteiro, e também foi nomeado para 10 Prémios Saturno, incluindo Melhor Filme de Ficção Científica, Melhor Diretor para Parisot, Melhor Atriz para Weaver e Melhor Ator Coadjuvante para Rickman, com Allen ganhando Melhor Ator.
Galaxy Quest alcançou status de clássico cult ao longo dos anos, especialmente dos fãs de Star Trek por sua paródia afetuosa, mas também para o público mais popular como um filme de comédia. Vários ex-membros do elenco e da equipe de Star Trek também elogiaram o filme. Foi incluído na lista da Reader's Digest dos 100 melhores filmes mais engraçados de todos os tempos em 2012, enquanto os fãs de Star Trek votaram nele como o sétimo melhor filme de Star Trek de todos os tempos em 2013.
O filme ganhará uma adaptação em série pela Paramount Plus com a produção de Mark Johnson.

## Sinopse
Em uma série de televisão, os tripulantes da nave NSEA Protector, durante quatro anos realizou perigosas missões e se envolveu em inúmeras aventuras. Agora, vinte anos após o fim da série chamada "Galaxy Quest", os heróis ainda são lembrados em convenções de ficção-científica onde comparecem caracterizados como os personagens da trama. O que ninguém suspeita é que haja entre os fans, alienígenas que captaram os sinais de televisão e acreditaram estar vendo fatos reais narrados em forma de documentários. Quando estes aliens se envolvem em uma guerra intergalática, resolvem sequestrar todo o elenco da série para ajudá-los no conflito. Os atores, então, encontram-se dentro de uma guerra real e farão de tudo para não decepcionar seus fãs.

## Elenco
| Nome                   | Personagem                 |
| ---------------------- | -------------------------- |
| Tim Allen              | Jason Nesmith              |
| Sigourney Weaver       | Gwen DeMarco               |
| Alan Rickman           | Alexander Dane             |
| Tony Shalhoub          | Fred Kwan                  |
| Sam Rockwell           | Guy Fleegman               |
| Daryl Mitchell         | Tommy Webber               |
| Enrico Colantoni       | Mathesar                   |
| Robin Sachs            | Sarris                     |
| Patrick Breen          | Quellek                    |
| Missi Pyle             | Laliari                    |
| Jed Rees               | Teb                        |
| Justin Long            | Brandon                    |
| Jeremy Howard          | Kyle                       |
| Kaitlin Cullum         | Katelyn                    |
| Jonathan Feyer         | Hollister                  |
| Corbin Bleu            | Jóvem Tommy                |
| Wayne Pére             | Lathe                      |
| Sam Lloyd              | Neru                       |
| Rainn Wilson           | Lahnk                      |
| Susan Egan             | Teek                       |
| Morgan Rusler          | Fan #2                     |
| Gregg Binkley          | Fan #3                     |
| Brandon de Paul        | Fan #4                     |
| Paul G. Kubiak         | Fan #5                     |
| Gregory Colbrook       | Fan #6                     |
| Jennifer Manley        | Garota tímida              |
| John Patrick White     | Adolescente no banheiro #1 |
| Todd Giebenhain        | Adolescente no banheiro #2 |
| J.P. Manoux            | Alien excitado             |
| Dan Gunther            | Navegador                  |
| Matt Winston           | Técnico #1                 |
| Brandon Keener         | Técnico #2                 |
| Dian Bachar            | Técnico nervoso            |
| Heidi Swedberg         | Mãe de Brandon             |
| Isaac C. Singleton Jr. | Guarda de Sarris           |
| Jerry Penacoli         | Repórter                   |
| Joel McKinnon Miller   | Guerreiro alien            |
| Kevin McDonald         | Apresentador               |
| Daniel Parker          | Fan alien                  |
| Dawn Hutchins          | Balconista do inventário   |
| Joe Frank              | Voz do computador          |
| Larry Richards         | Thermian Greeter #1        |
| Mic Tomasi             | Thermian Greeter #2        |
| Heath Castor           | Andarilho na convenção     |
| Joseph J. Dawson       | Mank'nar                   |

## Produção

### Roteiro
O roteiro original de David Howard foi intitulado Captain Starshine e escrito sob especificação. O produtor Mark Johnson, que teve um primeiro contato com a DreamWorks, não gostou, mas ainda estava fascinado por seu conceito de alienígenas que interpretam mal episódios antigos de uma série de televisão. Johnson comprou o roteiro e mandou Bob Gordon reescrevê-lo como Galaxy Quest. Um fã de Star Trek, Gordon estava hesitante, acreditando que Galaxy Quest "poderia ser uma ótima ideia ou poderia ser uma péssima ideia" e inicialmente recusou. Ele enviou seu primeiro rascunho à DreamWorks em 1998, que imediatamente recebeu luz verde.
O personagem de Rickman deveria ter sido cavaleiro de Elizabeth II antes dos eventos do filme. Rickman solicitou que isso fosse alterado, pois achava que não se encaixaria no sentimento de falta de reconhecimento de Dane; o personagem ainda é creditado como "Sir Alexander Dane" nos créditos, embora todas as menções de ser um cavaleiro tenham sido removidas do filme.
O planeta nativo dos Thermians, Klaatu Nebula, é uma referência ao nome do visitante alienígena no clássico The Day the Earth Stood Still (1951).
O nome do personagem de Rockwell, Guy Fleegman, é uma homenagem a Guy Vardaman, um pouco-conhecido ator de Star Trek que trabalhou extensivamente em Star Trek quer como um stand-in ou em papéis menores.
O relacionamento romântico entre Fred Kwan e a alienígena Laliari vem de uma sugestão de Steven Spielberg, um dos proprietários da DreamWorks, impressionado com Missi Pyle enquanto visitava o set, para expandir o papel de Missi Pyle no filme.

### Elenco
Desde o início da produção, Mark Johnson queria que Dean Parisot, que dirigira Home Fries, outro filme que ele produziu, dirigisse Galaxy Quest; no entanto, a DreamWorks favoreceu Harold Ramis por causa de sua experiência. Ramis foi contratado em novembro de 1998, mas partiu em fevereiro de 1999 devido a dificuldades de seleção do elenco. Ele queria Alec Baldwin para o papel principal, mas Baldwin recusou. Steve Martin e Kevin Kline foram considerados, embora Kline recusou por motivos familiares. Ramis não concordou com a escolha de Tim Allen como Jason Nesmith, e Parisot assumiu o cargo de diretor em três semanas. Depois de ver o filme, Ramis disse que ficou impressionado com o desempenho de Allen. Sobre seu papel, Allen disse que baseava seu desempenho em Yul Brynner, em vez de William Shatner.
Linda DeScenna, designer de produção do filme, estava interessada no projeto porque não teria a mesma estética que outros filmes de ficção científica da década de 1990 e "não precisava ser real, de alta tecnologia e deformado". O design da estação Thermian foi influenciado pelas obras do artista Roger Dean, especialmente por sua capa do álbum ao vivo do Yes, Yessongs (1973).
Os criadores do filme queriam apenas "virgens de ficção científica" que nunca haviam trabalhado nesse gênero para fazer o teste do papel de Gwen DeMarco. Famosa por papéis de ficção científica como Ellen Ripley nos filmes Alien e Dana Barrett nos filmes Ghostbusters, Weaver fez um teste porque queria trabalhar com Allen e Rickman e porque "se apaixonou pelo roteiro", chamando-o de "aquele grande tipo de história do Mágico de Oz sobre essas pessoas se sentirem tão incompletas no começo e, durante o curso dessa aventura, elas saem quase como os heróis que fingiam ser em primeiro lugar"; ela ficou surpresa ao descobrir que realmente conseguiu o papel.
Tony Shalhoub fez o teste originalmente para Guy Fleegman, mas Sam Rockwell ganhou o papel, e Shalhoub foi escalado como Fred Kwan. Justin Long disse que estava nervoso na audição como ator desconhecido na época, competindo contra Kieran Culkin, Eddie Kaye Thomas e Tom Everett Scott pelo papel de Brandon. Paul Rudd fez o teste para um papel, enquanto David Alan Grier foi a segunda escolha para Tommy Webber. O filme foi a estréia de Justin Long como ator e Rainn Wilson (seu único crédito anterior foi a soap opera One Life to Live).
De acordo com a diretora de elenco Debra Zane, foi muito difícil encontrar uma atriz para interpretar Laliari, pois eles "tiveram dificuldade em encontrar uma mulher que pudesse ser Thermian da mesma maneira que os atores Enrico Colantoni, Rainn Wilson e Jed Rees". Por fim, quando ela fez o teste de Missi Pyle, ficou tão impressionada que enviou a fita de teste diretamente para Parisot, com uma nota dizendo "Se esta não for Laliari, vou me demitir da CSA." Steven Spielberg mais tarde pediu que o papel de Laliari fosse expandido depois de ficar impressionado com seu desempenho também. Jennifer Coolidge foi a segunda escolha para o papel.
Allen e Rockwell quase desistiram do filme; Allen teve que escolher entre Galaxy Quest e Bicentennial Man e escolheu o primeiro, com seu papel de Bicentennial Man indo para Robin Williams, enquanto Rockwell quase desistiu do filme depois de obter um papel principal em um filme independente; Kevin Spacey o convenceu do contrário.

### Filmagens
Cenas no planeta árido, onde a tripulação para obter uma nova esfera de berílio e o capitão Nesmith luta contra um monstro, foram filmadas no Goblin Valley State Park, em Utah. Na época, o acesso ao parque era parcialmente por estrada de terra; as taxas pagas pela empresa produtora foram usadas para atualizar toda a estrada de acesso ao asfalto.[carece de fontes?]
Segundo Weaver, Allen a obrigou a assinar um pedaço do Nostromo, a nave espacial de Alien, na qual ela havia estrelado; ela finalmente escreveu, "Stolen by Tim Allen; Love, Sigourney Weaver", que ela afirma que o perturbou bastante.
Durante o período das filmagens, todo o elenco assistiu a uma exibição de 20 anos de Alien. Depois de filmar, Weaver manteve a peruca que ela usava para o papel.

### Pós-produção
Nos cinemas, os primeiros 20 minutos do filme foram apresentados em uma proporção de 1.85:1, antes de mudar para uma proporção mais ampla de 2.35: 1 quando a nave espacial pousa em Thermia para maximizar o efeito na plateia. David Newman compôs a trilha sonora.
O filme recebeu originalmente uma classificação "R" da Motion Picture Association of America, de acordo com a produtora de Galaxy Quest Lindsey Collins e Sigourney Weaver, antes de ser refutado. Shalhoub não se lembrava de nenhuma versão mais sombria do filme. Houve inúmeras edições no filme que mostram que algumas falas foram alteradas na pós-produção. Em uma cena, a fala de Gwen DeMarco "Bem, que se dane!" é claramente dublado de "Bem, foda-se!" De acordo com Parisot, essa fala deu uma risada enorme. Há mais palavrões encontrados no roteiro de filmagem.

### Promoção
Antes do lançamento do filme, um vídeo de mocumentário promocional intitulado Galaxy Quest: 20th Anniversary, The Journey Continues, foi ao ar no E!, apresentando a série de televisão Galaxy Quest como uma clássica série cult real e o próximo filme como um documentário sobre a criação da série, apresentando-a de maneira semelhante a Star Trek; apresentou entrevistas falsas do elenco da série (interpretadas pelos atores do filme), "Questerians" e críticos.

## Recepção

### Bilheteria
O filme teve sucesso financeiro. Ganhou US$7,012,630 em seu fim de semana de abertura e o total de arrecadação nos EUA é de US$71,583,916; no total, arrecadou US$90,683,916 em todo o mundo.

### Resposta da crítica
Galaxy Quest recebeu críticas positivas dos críticos, tanto como paródia de Star Trek quanto como um filme de comédia. No Rotten Tomatoes, recebeu uma classificação de aprovação de 90% com base em 116 avaliações e uma classificação média de 7.2/10. O consenso crítico do site diz: "Sátira inteligente e bem-humorada com um excelente elenco; nenhum conhecimento prévio de Trekkie era necessário para apreciar este". Em Metacritic, o filme tem uma pontuação de 70 em 100, com base em 28 críticos, indicando "críticas geralmente favoráveis".
Lawrence Van Gelder do The New York Times chamou-lhe "uma comédia amistosa que simultaneamente consegue imitar essas populares aventuras futuristas do espaço e replicar os mesmos elementos que as tornaram tão duráveis". Roger Ebert elogiou a capacidade do filme de imitar o "ilógico do programa de TV". The Village Voice ofereceu uma crítica morna, observando que "as muitas crianças de oito a 11 anos na platéia pareciam completamente fascinadas".

## Premiações

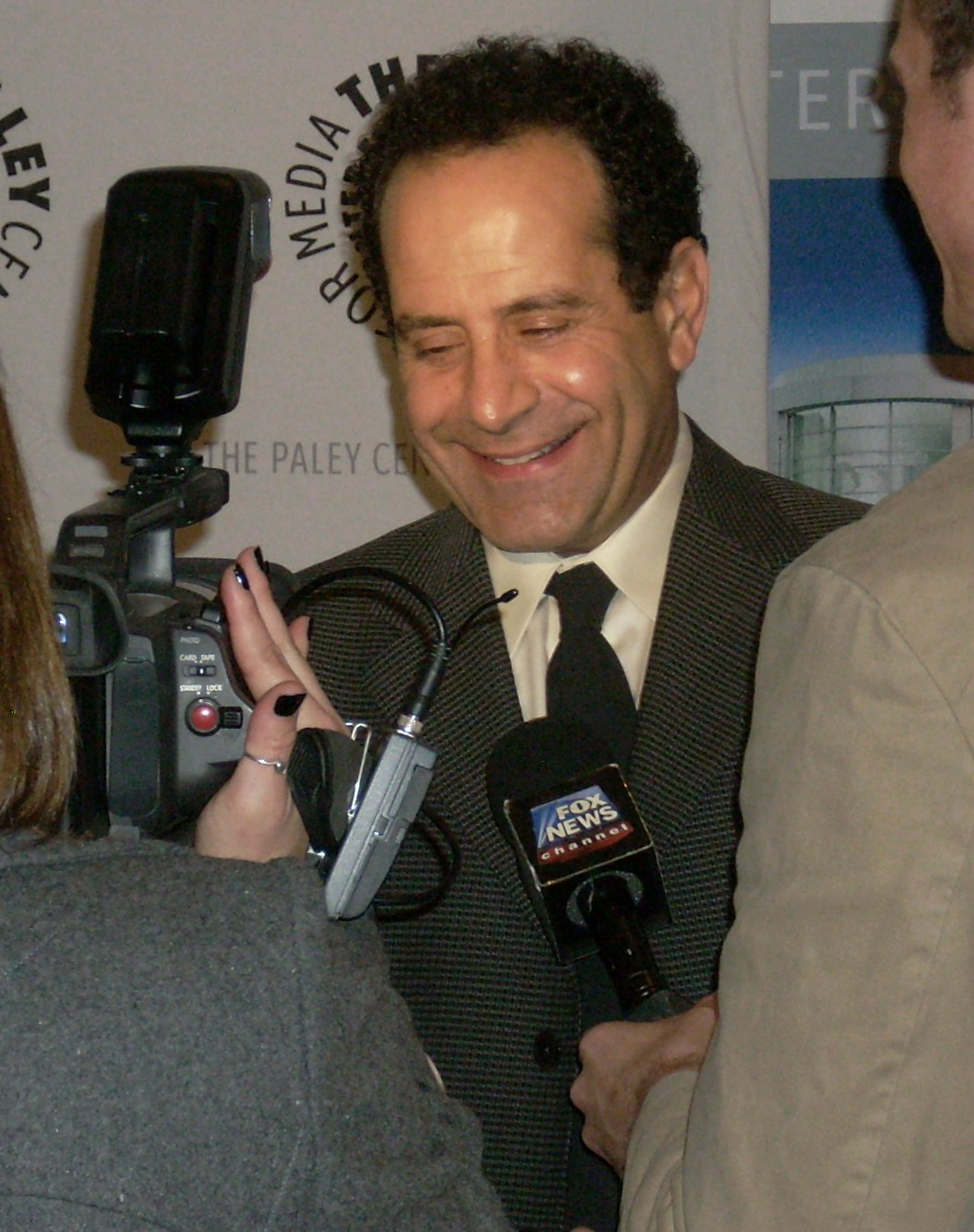
Tony Shalhoub é Fred Kwan.

- Indicado[28]

Academy of Science Fiction, Fantasy & Horror Films
Categoria Melhor Atriz Sigourney Weaver
Categoria Melhor Figurino Albert Wolsky
Categoria Melhor Diretor Dean Parisot
Categoria Melhor Make-Up Stan Winston, Hallie D'Amore e Ve Neill
Categoria Melhor Música David Newman
Categoria Melhor Performance de Jóvem Ator Justin Long
Categoria Melhor Filme de Ficção Científica
Categoria Melhor Efeitos Especiais Stan Winston, Bill George, Kim Bromley e Robert Stadd
Categoria Melhor Ator Coadjuvante Alan Rickman
Blockbuster Entertainment Awards
Categoria Melhor Ator Comediante Tim Allen
Categoria Melhor Atriz Comediante Sigourney Weaver
Casting Society of America
Categoria Melhor Elenco de Longa Metragem de Comédia Debra Zane
Las Vegas Film Critics Society Awards
Categoria Melhor Efeitos Visuais Bill George
Teen Choice Awards
Categoria Melhor Filme de Comédia
- Ganhou[28]

Academy of Science Fiction, Fantasy & Horror Films
Categoria Melhor Ator Tim Allen
Amsterdam Fantastic Film Festival
Categoria Prêmio Silver Scream Award Dean Parisot
Brussels International Festival of Fantasy Film
Categoria Prêmio Pegasus da Audiência Dean Parisot
Categoria Melhor Script David Howard
Hochi Film Awards
Categoria Melhor Filme em Lingua Estrangeira Dean Parisot
Hugo Awards
Categoria Melhor Apresentação Dramática
Science Fiction and Fantasy Writers of America
Categoria Melhor Script Robert Gordon e David Howard

### Impacto e legado
O filme se mostrou bastante popular entre os fãs de Star Trek. Na Convenção de Star Trek de 2013 em Las Vegas, Galaxy Quest recebeu apoio suficiente no Ranking de Filmes de Star Trek para ser incluído nos doze filmes de Star Trek que foram lançados na época nas votações. Os fãs da convenção classificaram o sétimo melhor filme de Star Trek.
Harold Ramis, que originalmente deveria dirigir o filme, mas deixou a produção devido as divergências sobre as escolhas de elenco, principalmente Allen como protagonista, ficou impressionado com o desempenho de Allen. Tim Allen disse mais tarde que ele e William Shatner "agora são amigos por causa deste filme".
A novela Rabbit Remembered (2000), de John Updike, menciona a personagem Laliari do filme.

#### Merchandising e tie-ins
- Em novembro de 1999, Galaxy Quest foi romantizado pelo escritor de ficção científica Terry Bisson,[29] que ficou muito próximo da trama do filme.
- Em dezembro de 1999, o canal de entretenimento americano E! apresentou um mocumentário intitulado Galaxy Quest: 20th Anniversary, The Journey Continues, sobre a criação da série de televisão Galaxy Quest.
- Em 2008, a IDW Publishing lançou uma continuação em quadrinhos do filme intitulado Galaxy Quest: Global Warning. Em janeiro de 2015, a IDW lançou uma série em andamento, definida vários anos após os eventos do filme.
- Em 12 de maio de 2009, um Blu-ray Deluxe Edition foi lançado.[30]
- Em 17 de setembro, um Steelbook Blu-Ray da 20th Anniversary Edition foi lançado exclusivamente nas lojas Best Buy.[31]
- Em 5 de novembro, foi lançado o Blu-Ray do 20º aniversário 'Never Give Up, Never Surrender Edition'.[32]

#### Sequência ou série de televisão proposta
Conversas sobre uma sequência acontecem desde o lançamento do filme em 1999, mas só começaram a ganhar força em 2014 quando Allen mencionou que havia um roteiro. Weaver e Rockwell mencionaram que estavam interessados em retornar. No entanto, Colantoni disse que preferiria que não houvesse uma continuação, para não manchar os personagens do primeiro filme. Ele disse: "inventar algo, apenas porque amamos esses personagens, e o transformamos em uma sequência - então ela se torna a sequência terrível".
Em abril de 2015, a Paramount Television, juntamente com o co-roteirista do filme, Gordon, o diretor Parisot e os produtores executivos Johnson e Bernstein, anunciaram que estavam procurando desenvolver uma série de televisão baseada em Galaxy Quest. A mudança foi considerada de maneira similar aos renascimentos da Paramount de Minority Report e da School of Rock como séries de televisão. Em agosto de 2015, foi anunciado que a Amazon Studios o estaria desenvolvendo.
Em janeiro de 2016, após a morte inesperada de Alan Rickman de câncer no pâncreas, Tim Allen comentou no The Hollywood Reporter sobre a chance de reavivamento da franquia:
Eu não deveria dizer nada - estou falando muito fora de hora aqui - mas o Galaxy Quest está realmente perto de ser ressuscitado de uma maneira muito criativa. É mais perto do que posso lhe dizer, mas não posso dizer mais do que isso. O verdadeiro chute é que Alan agora deve ser deixado de fora. Foi um grande choque em muitos níveis.
Falando ao podcast Nerdist em abril de 2016, Sam Rockwell revelou que o elenco estava prestes a assinar um contrato com a Amazon, mas a morte de Rickman, juntamente com a programação de televisão de Allen, provou ser obstáculos. Ele também disse acreditar que a morte de Rickman significava que o projeto nunca iria acontecer.
No entanto, os planos foram revividos em agosto de 2017, com o anúncio de que Paul Scheer estaria escrevendo a série. Em declarações ao /Film, Scheer disse que em seus primeiros rascunhos enviados à Amazon em novembro de 2017, ele queria criar uma aventura serializada que começa onde o filme termina, mas leva à mudança cultural em Star Trek que ocorre desde 1999; ele disse: "Eu realmente queria capturar a diferença entre o elenco original de Star Trek e o elenco de Star Trek de J. J. Abrams". Para esse fim, os roteiros iniciais de Scheer pediram dois sets de elenco separados que se uniriam até o final da primeira temporada do programa, embora ele não tenha confirmado se isso incluía algum elenco do filme original.
Após a demissão de Amy Powell como presidente da Paramount Television em julho de 2018, Scheer disse que a série Galaxy Quest foi suspensa enquanto a administração da Paramount estava sendo restabelecida, mas previa que o programa continuaria adiante depois disso. Ele também disse que eles estavam fazendo a série para permitir a introdução de novos personagens enquanto estendiam o cenário, semelhante ao que Star Wars: The Force Awakens fez por A New Hope.

### Documentário
Never Surrender: A Galaxy Quest Documentary foi produzido pela Fandom para comemorar o 20º aniversário do filme. Ele apresenta entrevistas com o elenco e a equipe do filme, incluindo Allen, Weaver, Rockwell, Shalhoub, Long, Pyle, Wilson e Mitchell, juntamente com o diretor Parisot e o escritor Gordon, além de celebridades como Wil Wheaton, Brent Spiner, Greg Berlanti, Paul Scheer e Damon Lindelof. O filme teve uma exibição nos cinemas limitada em cerca de 600 telas no Fathom Events em 26 de novembro de 2019, que incluiu uma exibição de cenas excluídas, bem como a estréia de "Honest Trailer" do Screen Junkies para Galaxy Quest.